# Принцип комбінованого регулювання

Комбінована САР.

При́нцип комбіно́ваного регулюва́ння
Див. також Комбіновані системи автоматичного регулювання
Сучасні автоматичні системи високої точності звичайно будують на основі принципу комбінованого керування, що поєднує в собі принципи керування за відхиленням і за збуренням. При цьому в автоматичних системах комбінованого керування нарівні із замкненими контурами, що утворюються від’ємними зворотними зв’язками, є ланцюги компенсації основного збурюючого впливу Z(t) або додатковий ланцюг компенсації помилок від задаючого впливу. Подібні системи рекомендується застосовувати для керування об’єктами, які характеризуються наявністю істотних збурень, великою інерційністю і присутністю транспортного запізнення. 
Принцип комбінованого керування вільний від недоліків САР за відхиленням і збуренням і поєднує їх переваги.